# الساندرو دل گروسو
الساندرو دل گروسو (انگلیسی: Alessandro Del Grosso؛ زادهٔ ۲۷ اوت ۱۹۷۲) بازیکن فوتبال اهل ایتالیا است.
از باشگاه‌هایی که در آن بازی کرده‌است می‌توان به باشگاه فوتبال سالرنیتانا، باشگاه فوتبال باری، باشگاه فوتبال کاتانیا، باشگاه فوتبال پیزا، و باشگاه فوتبال ناپولی اشاره کرد.